# Église de la Sainte-Trinité d'Oslo
L'église de la Sainte-Trinité (Trefoldighetskirken) est un temple luthérien dépendant de l'Église de Norvège situé dans le quartier d'Hammersborg à Oslo.

## Historique

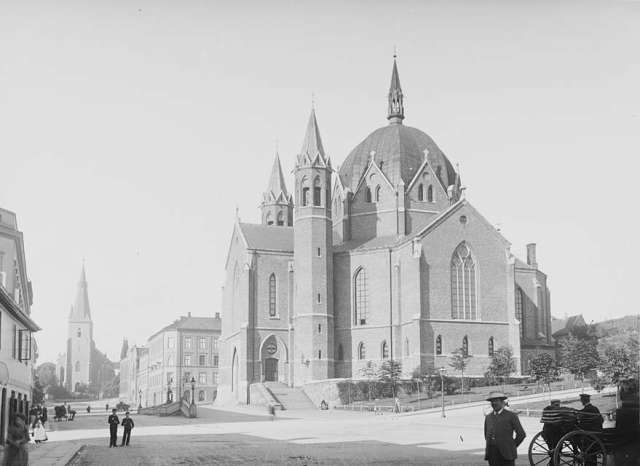
L'église en 1890

L'église de plan centré est construite par Wilhelm von Hanno en style néobyzantin et néogothique selon les plans d'Alexis de Chateauneuf. Son disciple Hanno poursuit les travaux à sa mort en apportant quelques modifications, notamment pour la décoration intérieure. Elle comporte deux clochers en façade et une coupole reposant sur un tambour octogonal au centre de sa croix grecque. Elle est consacrée en 1858 par l'évêque luthérien Jens Lauritz Arup.
Les grandes orgues sont de Claus Jensen (1872) et le retable avec le tableau au-dessus de l'autel est l'œuvre d'Adolph Tidemand. Son panneau central représente le Baptême du Christ. Les fonts baptismaux sont en forme d'ange. Les statues sont de la main de Julius Middelthun (en).
L'église a été restaurée entre 1956 et 1958 et entre 1993 et 1996.

## Illustrations

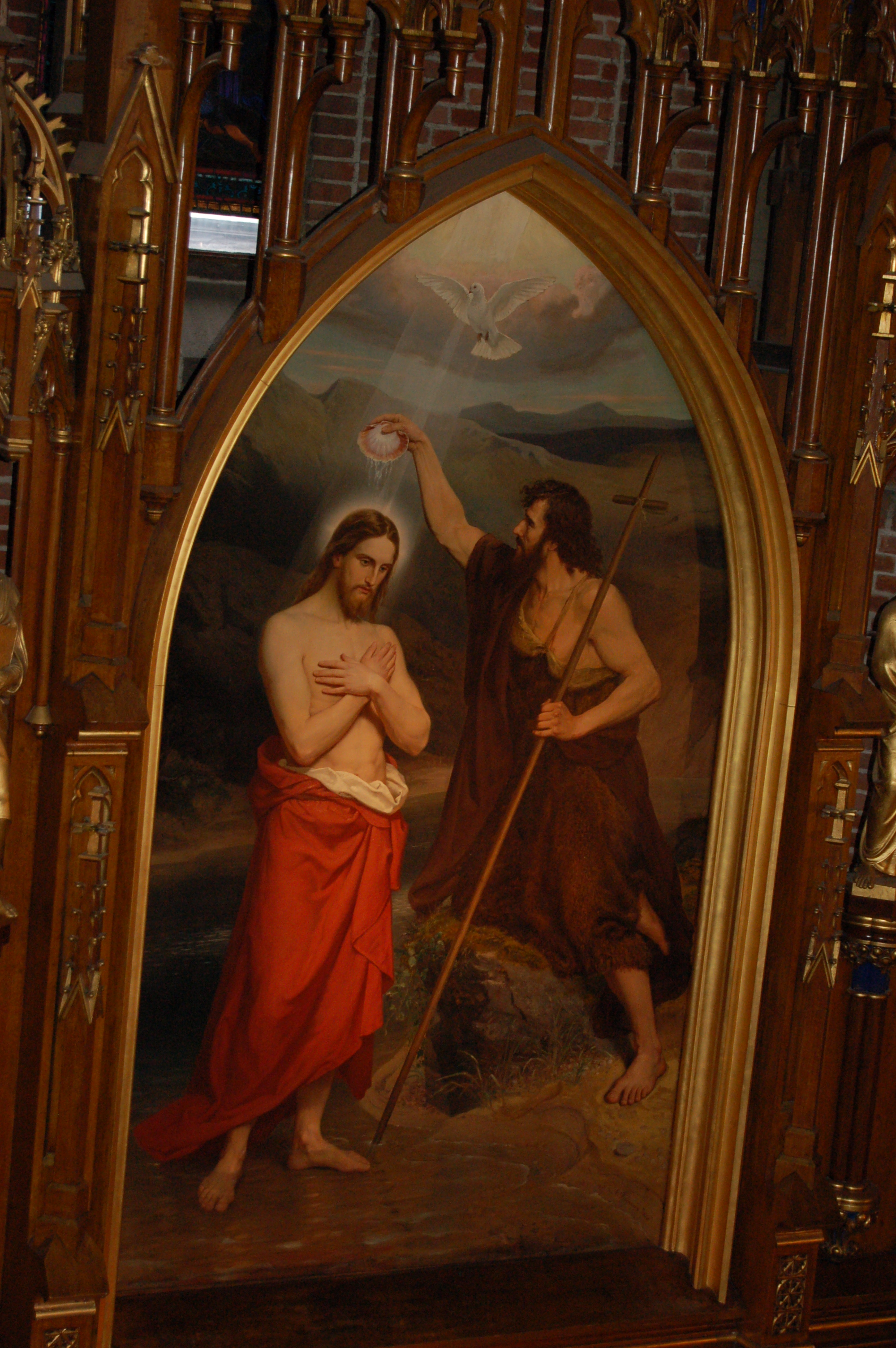
Le Baptême du Christ par Adolph Tidemand
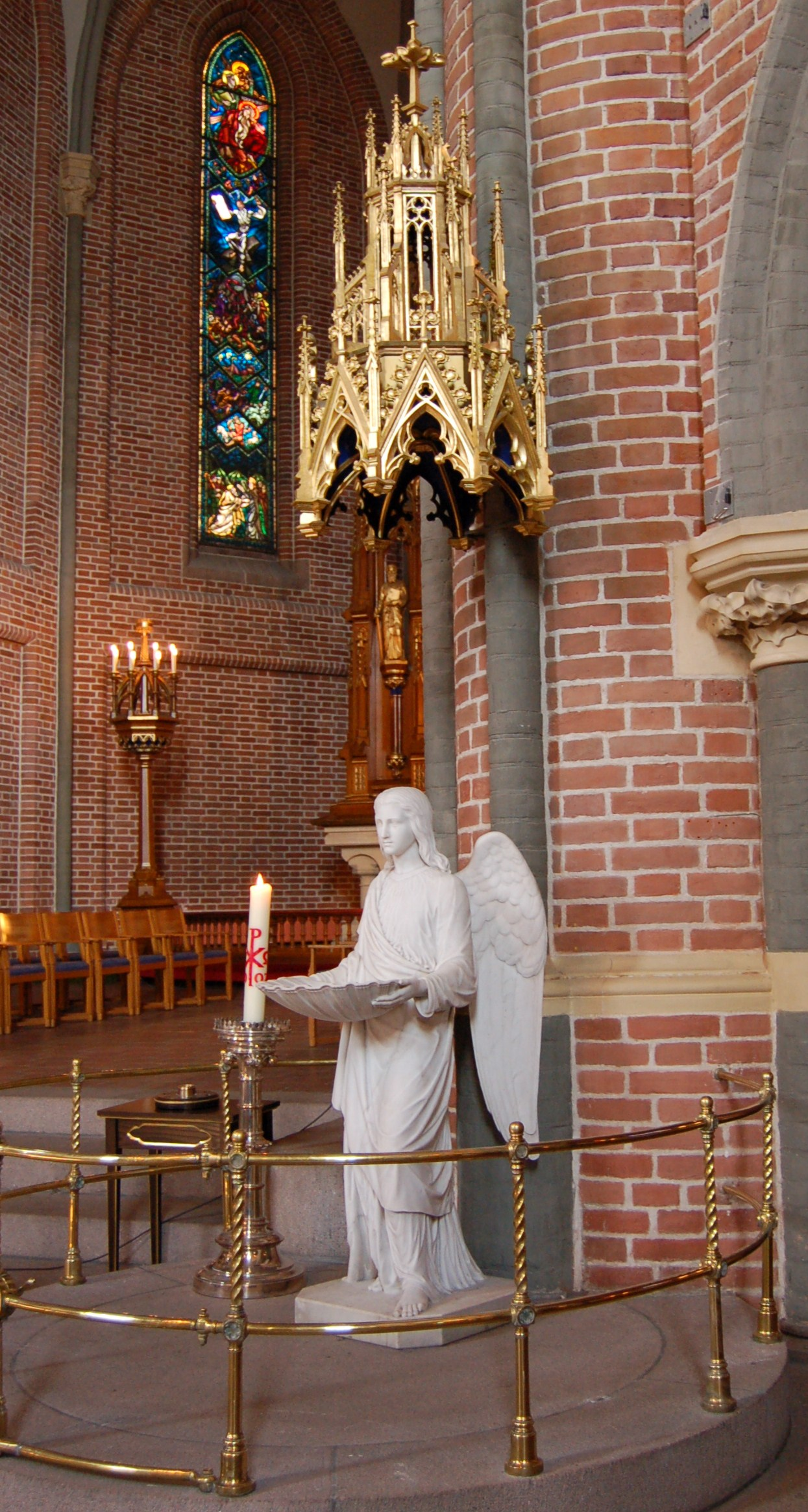
Vue des fonts baptismaux en forme d'ange
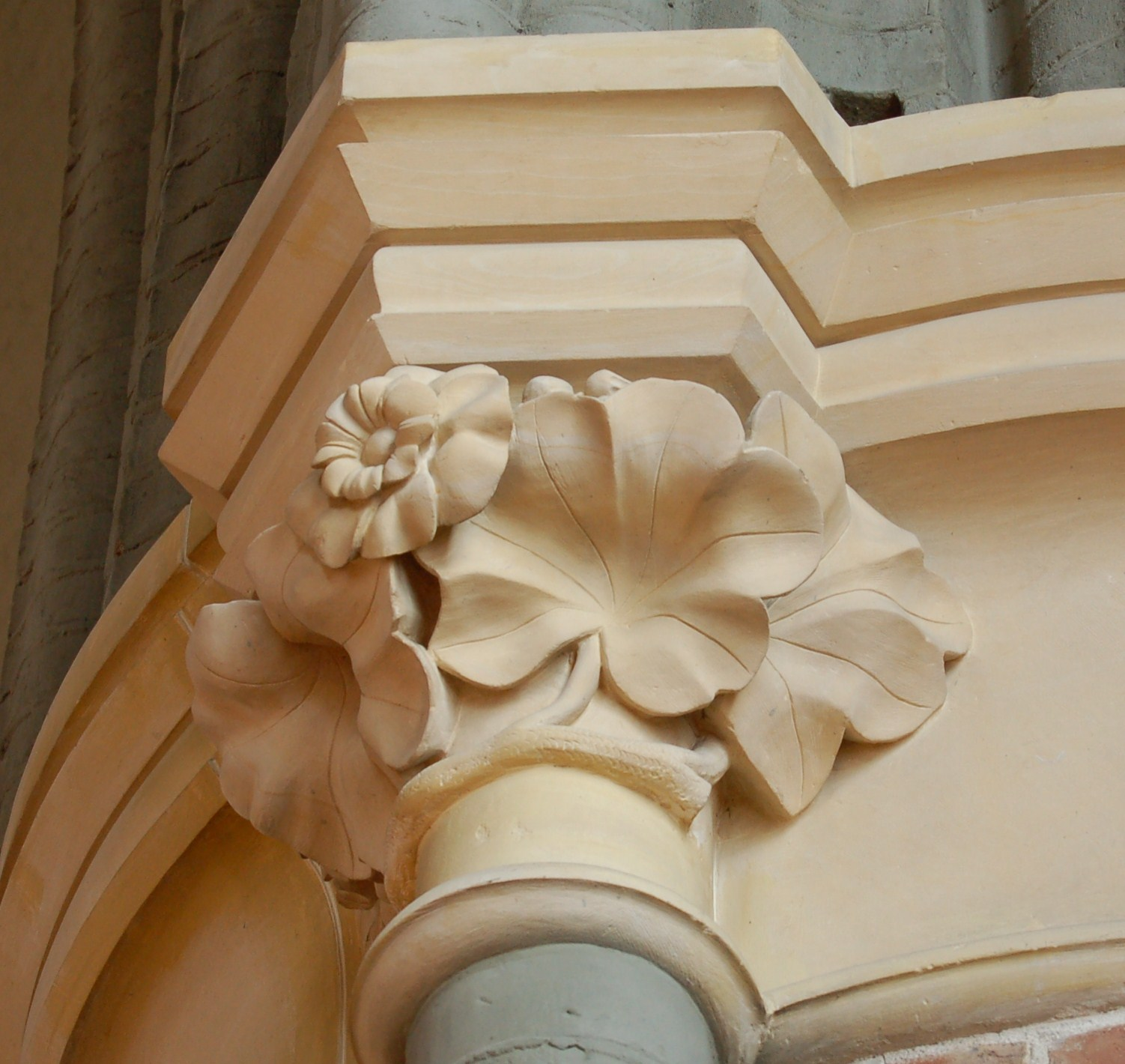
Détail d'un chapiteau

## Bibliographie

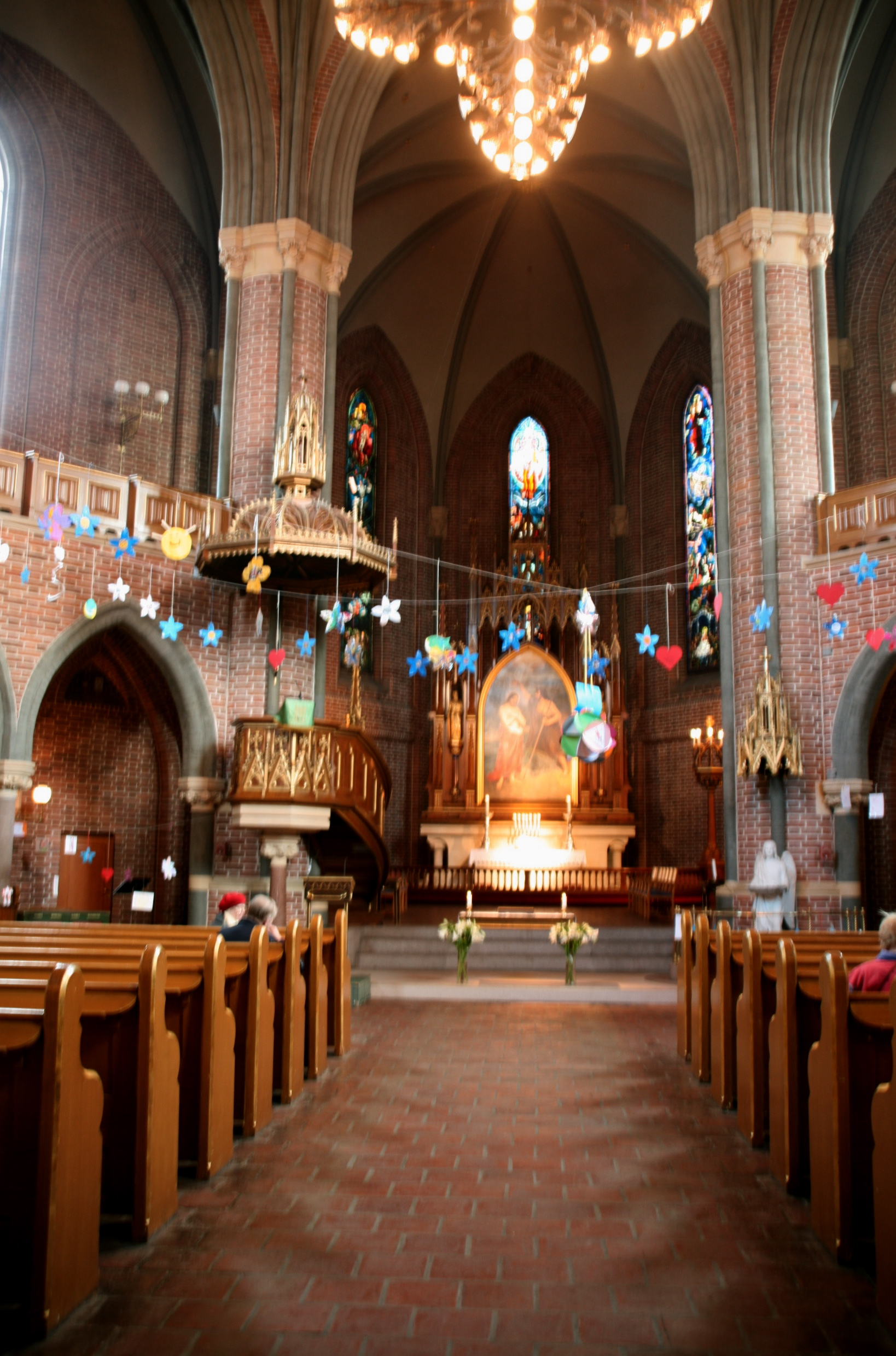
Intérieur de l'église